# 阿里嘎蓋
阿里嘎蓋（撒奇萊雅語：Alikakay），或譯為阿哩嘎蓋、阿里卡該、阿里嘎該，是流傳於臺灣阿美族與撒奇萊雅族的巨人異族傳說。

## 外表與能力
根據記載，阿里嘎蓋族人皮膚白皙、碧眼如貓、金髮長而多毛、身高達丈餘（約三公尺多）。他們不僅跑的跟風一樣快，還會使用法術，可以變身，或者用自己的毛變出士兵，就算身體的部位斷了，也可以把樹木接在斷面上並變成新的身體。
阿里嘎蓋族僅5人：乎夫乎夫（Hofhof）、達貴（Takuy）、阿拉府各斯（Alafukes / Arakakay）、都厄茲（Doec）、巴都安（Pato'an / Chikutai）。其中乎夫乎夫曾因惡作劇弄破阿美族人的屋頂而被拉斷手。

## 傳說
關於阿里嘎蓋的傳說可分為卡蜜德（Kafid）與卡費（Kafit）此兩種版本。

### 卡蜜德
在古代，阿里嘎蓋族住在花蓮美崙山地區，他們利用法術改變外貌、欺騙阿美族人，在部落中欺侮婦人與小孩，特別喜歡嬰兒的內臟。為了抵禦阿里嘎蓋的侵襲，部落頭目召集了青年，發起三次討伐，第一次阿里嘎蓋用毛髮變出許多士兵擋下攻擊；第二次族人試著把女性月經布綁在武器上但被他們躲開；直到第三次前，部落元老卡讓獨自來到海邊，一邊想著如何打敗阿里嘎蓋，想著想著便睡著了；在睡夢中，海神卡蜜德告訴元老需使用祭祀用的「布隆（porong，箭矢法器）」才能成功打敗阿里嘎蓋，族人照做，使得阿里嘎蓋的領袖向他們祈求饒命，而卡讓決定也放他們一條生路。
為了感謝不殺之恩，於是阿里嘎蓋領袖在率領族人進入海裡前告訴卡讓，只要每年5、6月到河邊或海邊，以檳榔、酒、三塊小米麻糬（Toron）以及布隆來祭拜阿里嘎蓋，就可以獲得許多漁獲，而這就是阿美族豐年祭以及漁祭的由來。而留下來的巴都安（Pato'an/Chikutai，另有說法是達貴）則是成為七腳川社的神。
後續
因為被騙而與阿里嘎蓋交合的婦女懷孕所生下的孩子，會有跟阿里嘎蓋類似的外表特徵，部份其他傳說裡也有他們的後代出現，如撒奇萊雅族的巴奈傳說。

### 卡費
情節與卡蜜德版相差不大，區別僅在於對付阿里嘎蓋的方式不同，以及阿里嘎蓋除阿拉府各斯（Alafukes/Arakakay）被卡費收為顧問外，其餘全遭到阿美族所滅。
後續
被阿美族所滅的阿里嘎蓋在死後化為'Arikaya，並轉為危害南勢阿美族。。

## 現代研究
文獻裡描述阿里嘎蓋族金髮碧眼的形象，很有可能是源自族人對荷蘭人的印象。